# Награды Османской Империи

## Ордена
- Челенк (тур. Çelenk)
- Орден Дома Османов (тур. Hanedan-ı Âli Osman Nişanı) (1895)
- Орден Императорского Портрета (тур. Tasvir-i Hümayun Nişanı)
- Орден Эртогрула (тур. Ertuğrul Nişanı) не вручался
- Орден Полумесяца (тур. Hilal Nişanı) (1799)
- Орден Славы (Ифтикар) (тур. İftihar Nişanı) (1831)
- Орден Почёта (тур. İmtiyaz Nişanı) (1878)
- Высший Орден Почёта (тур. Yüksek İmtiyaz Nişanı) (1879)
- Орден Превосходства (тур. Meziyet Nişanı) (1910)
- Орден Османие (тур. Osmaniye Nişanı) (1862)
- Орден Меджидие (тур. Mecidiye Nişanı) (1852)
- Орден Милосердия (тур. Şefkat Nişanı) (1878)
- Орден Образования (Маариф) (тур. Maarif Nişanı) (1910)
- Орден Парламента (тур. Meclis-i Mebusan Azalarına Mahsus Nişan) (1915)
- Орден Заслуг в земледелии? (тур. Ziraat Liyakat Nişanı) не вручался

## Медали
- Медаль «За Египет» (тур. Vaka-i Misriye Madalyası) (1801)
- Медаль «За Скутари» (тур. İşkodra Madalyası) (1831)
- Медаль «За Ункяр-Искелеси» (тур. Hünkar İskelesi Madalyası) (1833)
- Медаль «За Акку» (тур. Akka Madalyası) (1840)
- Медаль «За Курдистан» (тур. Kürdistan Madalyası) (1846)
- 1-я медаль за Йемен (1846)
- Медаль «За Боснию» (тур. Bosna Madalyası) (1849)
- Медаль Славы (тур. İftihar Madalyası) (1853) за Дунайскую кампанию
- Медаль «За Силистру» (тур. Silistre Madalyası) (1854)
- Медаль «За Крым» (тур. Kırım Harbi Madalyası) (1856)
- Медаль «За Севастополь» (тур. Sivastopol Madalyası) (1855)
- Медаль «За Карс» (тур. Kars Madalyası) (1855)
- Медаль за спасение жизни (тур. Tahlisiye Madalyasi) (1860)
- Медаль «За за Черногорию» (тур. Karadağ Madalyası) (1863)
- Медаль «За подавление Критского восстания» (тур. Atik Girit Madalyası) (1869)
- Медаль «За Турецко-Русскую войну» (тур. Rus Savaşı Madalyası) (1877)
- Медаль «За Плевну» (тур. Plevne Madalyası) (1877)
- Медаль «За отличие» (Имтияз) (тур. İmtiyaz Madalyası) (1882)
- Медаль изящных искусств (Санайи) (тур. Sanay-i Nefise Madalyasi) (1884)
- Медаль «За заслуги» (Лиакат) (тур. Liyakat Madalyası) (1890)
- 2-я Медаль «За подавление Критского восстания» (тур. Tarz-ı Cedîd Girit Madalyası) (1890-91)
- 2-я медаль за Йемен (тур. Tarz-ı Cedîd Yemen Madalyası) (1892)
- Медаль В память землетрясения 1894 года (тур. Hareket-ı arz Madalyası) (1894)
- Медаль «За войну с Грецией» (тур. Yunan Muharebesi Madalyası) (1897)
- Медаль За строительство Хиджазской железной дороги (тур. Hamidiye-Hicaz Demiryolu Madalyası) (1900)
- Медаль Красного Полумесяца (тур. ) (1903)
- 3-я медаль за Йемен (тур. Yemen Madalyası) (1905)
- Медаль Конституции (тур. Kanun-u Esasi Madalyası) (1908)
- Медаль «Крейсер Хамидие» (тур. Hamidiye Kruvazörü Madalyası) (1913)
- Военная медаль (тур. Harp Madalyası) (1915)